# Guillermo Rojas
Guillermo Rojas Rumilla (ur. 29 marca 1983 w San Luis Potosí) – meksykański piłkarz występujący na pozycji bocznego obrońcy lub bocznego pomocnika.

## Kariera klubowa
Rojas jest wychowankiem klubu Puebla FC, jednak jako dziewiętnastolatek, zanim został włączony do pierwszej drużyny, udał się na półroczne wypożyczenie do drugoligowego Potros Zitácuaro. Po powrocie do swojego macierzystego zespołu, za kadencji szkoleniowca Víctora Manuela Vuceticha, 23 lutego 2003 w przegranym 0:1 spotkaniu z Pumas UNAM zadebiutował w meksykańskiej Primera División. Nie potrafił jednak wywalczyć sobie miejsca w wyjściowym składzie, pełniąc wyłącznie rolę rezerwowego, wobec czego już po roku został wypożyczony do drugoligowej ekipy Trotamundos de Tijuana, w której spędził sześć miesięcy bez większych sukcesów. Na koniec rozgrywek 2004/2005, wciąż sporadycznie pojawiając się na boiskach, spadł z Pueblą do drugiej ligi; tam z kolei zaczął odgrywać ważną rolę w drużynie, w jesiennym sezonie Apertura 2005 wygrywając z nią rozgrywki Primera División A. Za sprawą udanych występów powrócił do najwyższej klasy rozgrywkowej, udając się na wypożyczenie do CF Monterrey, gdzie jako rezerwowy grał przez rok, zaś pod jego nieobecność Puebla powróciła do pierwszej ligi.
Latem 2008 Rojas odszedł do innej drużyny z miasta Puebla – drugoligowego Lobos BUAP, w którym jako podstawowy piłkarz spędził pół roku bez poważniejszych osiągnięć, po czym zasilił kolejnego drugoligowca – Tiburones Rojos de Veracruz. Stamtąd po upływie sześciu miesięcy został wypożyczony do występującego w pierwszej lidze Atlante FC z siedzibą w Cancún, gdzie spędził rok, regularnie pojawiając się na boiskach (rozegrał też kilka meczów w drugoligowej filii klubu – Atlante UTN). Ponadto w 2009 roku wziął udział w Klubowych Mistrzostwach Świata, podczas których wpisał się na listę strzelców w półfinałowym meczu z Barceloną (1:3), zaś ekipa Atlante zajęła ostatecznie czwarte miejsce. W sezonie Apertura 2010, ponownie jako kluczowy pomocnik Veracruz, dotarł do finału rozgrywek drugoligowych, a bezpośrednio po tym zanotował kolejny powrót na najwyższy szczebel, zostając zakontraktowanym przez zespół Jaguares de Chiapas z miasta Tuxtla Gutiérrez. Spędził w nim pół roku, przeważnie w roli alternatywnego pomocnika i nie odniósł poważniejszych osiągnięć.
W lipcu 2011 Rojas został wypożyczony do ekipy Club Atlas z siedzibą w Guadalajarze, w którego barwach występował przez rok, po czym, również na zasadzie wypożyczenia, zasilił zespół San Luis FC ze swojego rodzinnego miasta San Luis Potosí. Tam, 5 stycznia 2013 w zremisowanej 1:1 konfrontacji z Santosem Laguna, zdobył swojego premierowego gola w najwyższej klasie rozgrywkowej, natomiast z San Luis odszedł po zakończeniu sezonu, kiedy to klub został rozwiązany. Równocześnie został piłkarzem zespołu Querétaro FC, któremu właściciel jego karty zawodniczej – Jaguares – sprzedał swoją licencję, jednak od razu potem – na zasadzie wypożyczenia – powrócił do Atlante FC. Po sześciu miesiącach spędzonych w tej drużynie jako głęboki rezerwowy udał się na wypożyczenie do drugoligowego Club Necaxa z siedzibą w Aguascalientes, gdzie również występował przez pół roku, ponownie nie potrafiąc sobie wywalczyć miejsca w pierwszej jedenastce.
Latem 2014 Rojas na zasadzie wypożyczenia przeniósł się do drugoligowego Dorados de Sinaloa z miasta Culiacán, w którym nie potrafił przerwać słabej passy, wciąż będąc wyłącznie rezerwowym, lecz w wiosennym sezonie Clausura 2015 triumfował w rozgrywkach Ascenso MX, co zaowocowało awansem do pierwszej ligi. Bezpośrednio po tym został wykupiony przez klub na stałe.
| Sezon     | Klub                        | Kraj   | Rozgrywki  | Mecze | Bramki |
| --------- | --------------------------- | ------ | ---------- | ----- | ------ |
| 2002/2003 | Potros Zitácuaro            | Meksyk | Ascenso MX | 13    | 0      |
| 2002/2003 | Puebla FC                   | Meksyk | Liga MX    | 6     | 0      |
| 2003/2004 | Puebla FC                   | Meksyk | Liga MX    | 4     | 0      |
| 2003/2004 | Trotamundos de Tijuana      | Meksyk | Ascenso MX | 17    | 1      |
| 2004/2005 | Puebla FC                   | Meksyk | Liga MX    | 4     | 0      |
| 2005/2006 | Puebla FC                   | Meksyk | Ascenso MX | 23    | 1      |
| 2006/2007 | CF Monterrey                | Meksyk | Liga MX    | 9     | 0      |
| 2007/2008 | Puebla FC                   | Meksyk | Liga MX    | 9     | 0      |
| 2008/2009 | Lobos BUAP                  | Meksyk | Ascenso MX | 16    | 0      |
| 2008/2009 | Tiburones Rojos de Veracruz | Meksyk | Ascenso MX | 20    | 1      |
| 2009/2010 | Atlante FC                  | Meksyk | Liga MX    | 25    | 0      |
| 2010/2011 | Tiburones Rojos de Veracruz | Meksyk | Ascenso MX | 17    | 1      |
| 2010/2011 | Jaguares de Chiapas         | Meksyk | Liga MX    | 11    | 0      |
| 2011/2012 | Club Atlas                  | Meksyk | Liga MX    | 20    | 0      |
| 2012/2013 | San Luis FC                 | Meksyk | Liga MX    | 12    | 1      |
| 2013/2014 | Atlante FC                  | Meksyk | Liga MX    | 3     | 0      |
| 2013/2014 | Club Necaxa                 | Meksyk | Ascenso MX | 8     | 0      |
| 2014/2015 | Dorados de Sinaloa          | Meksyk | Ascenso MX | 16    | 1      |
| 2015/2016 | Dorados de Sinaloa          | Meksyk | Liga MX    |       |        |